# Mihara
Mihara (japanisch 三原市, japanisch みはらし Mihara-shi) ist eine Stadt in der Präfektur Hiroshima (englisch für Hiroshima-ken) in Japan.

## Geographie
Mihara liegt östlich von Hiroshima und westlich von Fukuyama an der Seto-Inlandsee.

## Geschichte
Mihara ist eine alte Burgstadt (Jōkamachi), in deren Burg Mihara ein Zweig der Asano residierte.
In der Stadt befindet sich der Temple Buttsū-ji.
Die Stadt Mihara wurde am 15. November 1936 zur kreisfreien Stadt (shi) ernannt.

## Wirtschaft
Ein großer Arbeitgeber in Mihara ist die hiesige Werft Hiroshima Shipyard (ehemals Koyo Dockyard), die zum Imabari-Zōsen-Konzern gehört. Die Werft baut unter anderem große Massengutfrachter mit bis zu 241.000 DWT Tragfähigkeit, Flüssiggastanker für bis zu 155.000 m³ Flüssiggas und Containerschiffe für bis zu 14.000 TEU.

## Verkehr

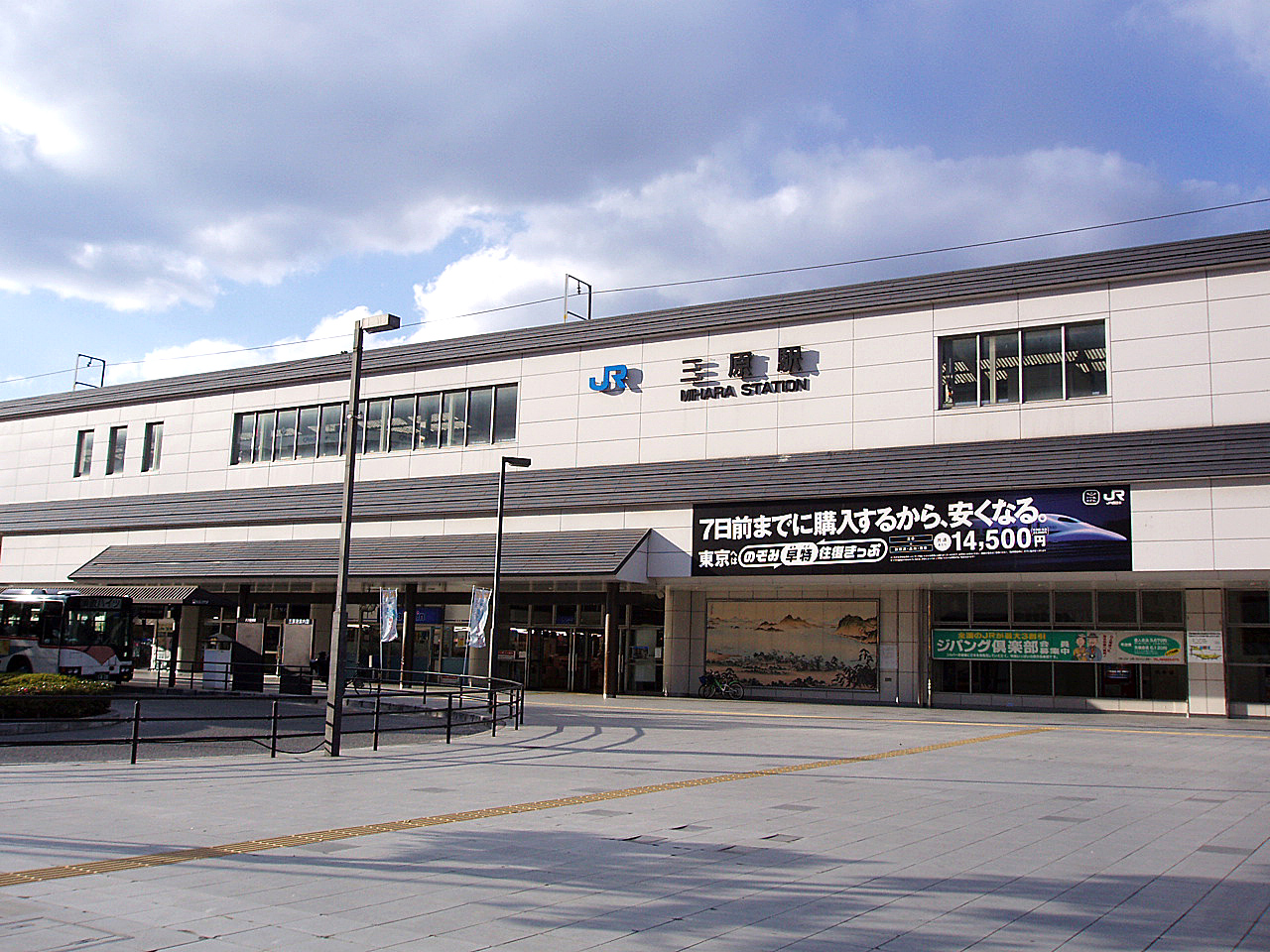
Bahnhof Mihara

Mihara ist über den Flughafen Hiroshima erreichbar. Die Stadt ist an die San’yō-Autobahn, die Nationalstraße 2 nach Osaka und Kitakyūshū und an die Nationalstraßen 185, 432 sowie 486 angeschlossen. Mit dem Zug kann man vom Bahnhof Mihara mit dem JR West San’yō-Shinkansen nach Tokio und Hakata sowie mit der JR San’yō-Hauptlinie nach Kōbe und Kitakyūshū reisen. Der Bahnhof Mihara liegt auch an der JR Kure-Linie.

## Städtepartnerschaften
- Yugawara

## Söhne und Töchter der Stadt
- Hanai Takuzō (1868–1931), Rechtsanwalt und Politiker
- Keiko Ikeda (1933–2023), Kunstturnerin
- Ryūji Imada (* 1976), Profigolfer
- Hisatoshi Shintaku (* 1957), ehemaliger Langstrecken- und Hindernisläufer

## Angrenzende Städte und Gemeinden
Mihara grenzt an Onomichi, Takehara und Higashihiroshima.